# Gratiola ramosa
Gratiola ramosa är en grobladsväxtart som beskrevs av Thomas Walter. Gratiola ramosa ingår i släktet jordgallor, och familjen grobladsväxter. Inga underarter finns listade i Catalogue of Life.